# Saint-Hilaire-du-Rosier
Saint-Hilaire-du-Rosier – miejscowość i gmina we Francji, w regionie Owernia-Rodan-Alpy, w departamencie Isère.
Według danych na rok 1990 gminę zamieszkiwało 1731 osób, a gęstość zaludnienia wynosiła 105 osób/km² (wśród 2880 gmin regionu Rodan-Alpy Saint-Hilaire-du-Rosier plasuje się na 497. miejscu pod względem liczby ludności, natomiast pod względem powierzchni na miejscu 681.).
Przez gminę przepływa rzeka Isère. 